# ФК Вучак
ФК Вучак је cрпски фудбалски клуб из Вучака, град Смедерево. Тренутно се такмичи у Градској лиги Смедерево група Морава, шестом такмичарском нивоу српског фудбала.

## Историја
Клуб је основан 1946. године. Боја клуба је плава.